# Mwerlap
Mwerlap (Aussprache: ŋʷɞrlap) ist eine ozeanische Sprache, die im Süden der Banks-Inseln in Vanuatu gesprochen wird. Die Sprache ist nach Mwerlap benannt, dem einheimischen Namen der Insel Mere Lava.

## Verbreitung
Die 1100 Sprecher leben vor allem auf Mere Lava und Mérig, aber ein Teil von ihnen hat sich auch an der Ostküste der Insel Gaua niedergelassen. Außerdem leben einige Mwerlap-Sprecher in den beiden Städten von Vanuatu, Port Vila und Luganville.